# Lista över berg på Venus

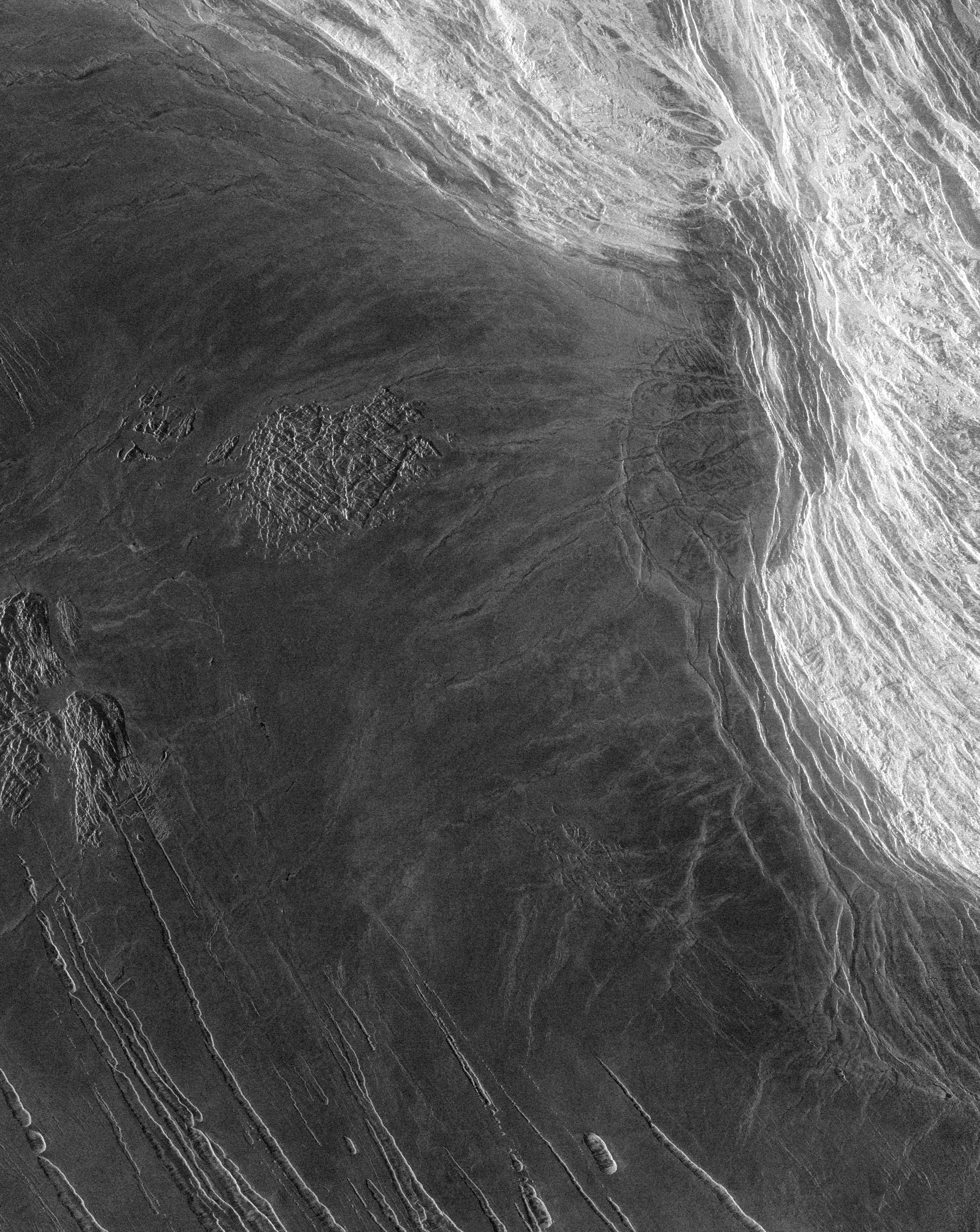
Maxwell Montes på Venus.

Detta är en lista över berg på planeten Venus.

- Abeona Mons
- Akna Montes
- Aleksota Mons
- Anala Mons
- Api Mons
- Atai Mons
- Atanua Mons
- Atira Mons
- Atsyrkhus Mons
- Awenhai Mons
- Bagbartu Mons
- Bunzi Mons
- Bécuma Mons
- Chloris Mons
- Chuginadak Mons
- Cipactli Mons
- Ciuacoatl Mons
- Danu Montes
- Dzalarhons Mons
- Egle Mons
- Eostre Mons
- Erzulie Mons
- Fand Mons
- Faravari Mons
- Freyja Montes
- Gauri Mons
- Gula Mons
- Gurshi Mons
- Hallgerda Mons
- Hathor Mons
- Idunn Mons
- Ilithyia Mons
- Innini Mons
- Irnini Mons
- Iseghey Mons
- Ixtab Mons
- Jael Mons
- Kali Mons
- Katl-Imi Mons
- Kokyanwuti Mons
- Kshumay Mons
- Kunapipi Mons
- Kurukulla Mons
- Lahar Mons
- Laka Mons
- Lamashtu Mons
- Lanig Mons
- Loo-Wit Mons
- Maat Mons
- Maxwellbergen
- Mbokomu Mons
- Melia Mons
- Mem Loimis Mons
- Mertseger Mons
- Mielikki Mons
- Milda Mons
- Mokosha Mons
- Muhongo Mons
- Muta Mons
- Nahas-tsan Mons
- Nayunuwi Montes
- Nazit Mons
- Ne Ngam Mons
- Nepthys Mons
- Nijole Mons
- Nokomis Montes
- Nyx Mons
- Ongwuti Mons
- Ozza Mons
- Pahto Mons
- Polik-mana Mons
- Ptesanwi Mons
- Rakapila Mons
- Renpet Mons
- Rhea Mons
- Rhpisunt Mons
- Samodiva Mons
- Sapas Mons
- Sekmet Mons
- Sephira Mons
- Siduri Mons
- Sif Mons
- Skadi Mons
- Spandarmat Mons
- Talakin Mons
- Tefnut Mons
- Tepev Mons
- Thallo Mons
- Theia Mons
- Toma Mons
- Ts'an Nu Mons
- Tuli Mons
- Tuulikki Mons
- Tuzandi Mons
- Ua-ogrere Mons
- Uretsete Mons
- Ushas Mons
- Uti Hiata Mons
- Var Mons
- Venilia Mons
- Vostrukha Mons
- Wyrd Mons
- Xochiquetzal Mons
- Yolkai-Estsan Mons
- Yunya-mana Mons
- Zaltu Mons